# Арнольдов, Владимир Николаевич
Влади́мир Никола́евич Арно́льдов (1883 — не ранее 1923) — русский офицер, подполковник Генерального штаба (1916), полковник ВСЮР (1919). Герой Первой мировой войны.

## Биография
Из потомственных дворян Казанской губернии. Православного вероисповедания. Родился 19 (31) марта 1883 года в Самаре, в семье Николая Ивановича и Марии Акимовны Арнольдовых. Отец, Николай Иванович, родившийся 22 ноября 1843 года, окончил юридический факультет Императорского Казанского университета и с 1867 года служил в Казанской палате уголовного суда, а с 1878 года был членом Самарского окружного суда. Дед, Иван Иванович (1816—?), был священником (в Введенском Свияжского уезда, затем — в селе Каймары Казанского уезда), кавалером ордена Св. Владимира 4-й степени и его род был внесён в 3-ю часть дворянской родословной книги Казанской губернии по определению Казанского дворянского депутатского собрания от 11 июня 1890 года (утверждён указом Герольдии от 28.11.1890).

### Военная служба
В сентябре 1903 года, после окончания Оренбургского Неплюевского кадетского корпуса, Владимир Арнольдов вступил в военную службу юнкером Константиновского артиллерийского училища (в Санкт-Петербурге), по окончании по 1-му разряду 2-х классов которого в июле 1905 года был произведен из портупей-юнкеров в подпоручики и выпущен в Финляндский артиллерийский полк (Гельсингфорс).
В феврале 1908 года, в связи с переформированием Финляндского артиллерийского полка в бригаду, был переведен в Финляндскую артиллерийскую бригаду; в августе того же года, за выслугу лет, произведен в поручики. В августе 1910 года, в связи с расформированием Финляндской артиллерийской бригады, был переведен в сформированный 1-й Финляндский стрелковый артиллерийский дивизион (Гельсингфорс); младший офицер батареи.
В мае 1912 года в Санкт-Петербурге окончил по 1-му разряду Императорскую Николаевскую военную академию. В августе того же года, за выслугу лет, был произведен в штабс-капитаны.
Был причислен к Генеральному штабу и с 02.10.1913 прикомандирован к 3-му Финляндскому стрелковому полку на один год для прохождения цензового командования ротой (с 30 мая 1912 года по 16 ноября 1914 года числился младшим офицером 1-й батареи 1-го Финляндского стрелкового артиллерийского дивизиона).
На январь 1914 года — был женат, имел дочь 1908 года рождения.
Участник Первой мировой войны. В ноябре 1914 года произведен в капитаны, с переводом в Генеральный штаб и с назначением старшим адъютантом штаба 32-й пехотной дивизии (11-й армейский корпус, 3-я армия, Юго-Западный фронт).
В октябре 1915 года Генерального штаба капитан Арнольдов был назначен исправляющим должность помощника начальника отделения Управления генерал-квартирмейстера штаба Главнокомандующего армиями Юго-Западного фронта; в августе 1916 года был произведен в Генерального штаба подполковники, с утверждением в занимаемой должности. В сентябре 1917 года был назначен начальником контрразведывательного отделения того же Управления. После Октябрьской революции 1917 года продолжал служить в армии.
16 декабря 1917 года — назначен исполняющим должность помощника старшего адъютанта Управления обер-квартирмейстера штаба 42-го армейского корпуса (в составе Северного фронта, на правах армии). Вскоре был уволен из упраздняемой большевиками «старой» Русской армии.
Участник Гражданской войны в России. С 16 октября 1918 года в чине войскового старшины служил в армии Украинской державы.
После отречения гетмана Скоропадского от власти, в начале 1919 года перешёл на службу в вооружённые силы Юга России (ВСЮР). С июня 1919 года служил в чине полковника в штабе войск Новороссийской области; в ноябре–декабре 1919 года — начальник Центрального разведывательного пункта при штабе войск Новороссийской области (в Одессе).
После ликвидации большевиками Новороссийской области ВСЮР, в конце января 1920 года эвакуировался из Одессы в Константинополь и находился там до 1923 года.
Информация о дальнейшей судьбе Владимира Николаевича Арнольдова отсутствует.

## Награды
- Орден Святого Станислава 3-й степени (ВП от 19.05.1912), — «…за отличные успехи в науках,…»
- Медаль «В память 300-летия царствования дома Романовых» (1913)
- Орден Святой Анны 3-й степени с мечами и бантом (ВП от 26.12.1914), —  «…за отличия в делах против неприятеля»
- Орден Святого Станислава 2-й степени с мечами (ВП от 27.03.1915)
- Орден Святой Анны 4-й степени с надписью «За храбрость» (утв. ВП от 17.06.1915)
- Орден Святого Владимира 4-й степени с мечами и бантом (утв. ПАФ от 13.06.1917)
- Георгиевское оружие (утв. ПАФ от 09.10.1917), — Начальнику контрразведывательного отделения управления генерал-квартирмейстера штаба Главнокомандующего армиями Юго-Западного фронта, подполковнику Владимиру Арнольдову, за то, что, будучи старшим адъютантом штаба 32-й пехотной дивизии, в бою 12 февраля 1915 года, при наступлении 126-го пехотного Рыльского полка от ст. Струтен-Верхний к Батынскому лесу, находясь всё время под сильным и действительным артиллерийским, пулемётным и ружейным огнём противника, правильно ориентировал начальника дивизии о ходе боя, способствуя его успеху. Увидев вечером, что под влиянием внезапного ружейного и пулемётного огня противника, открытого с флангов и тыла, роты полка, бывшие у полотна железной дороги, пришли в замешательство, подполковник Арнольдов, подвергая жизнь свою явной опасности, быстро восстановил порядок в этих ротах, после чего они перешли в стремительную атаку и отбросили противника, захватив 160 пленных и части пулемётов[11].

### Архивы
- РГВИА: Ф.400. Оп.12. Д.27630. Л.87-99 (1917 г.)
- РГИА: Ф.496. Оп.3. Д.1124 (1916 г.)